# Carrascal
Carrascal é um município de  quarta classe de renda municipal (d) na província Surigao do Sul, nas Filipinas. De acordo com o censo de 1 de maio  de  2020 possui uma população de 24 586 pessoas e 5 801 domicílios.